# 名塚佳織
名塚 佳織（なづか かおり、1985年4月24日 - ） は、日本の声優、舞台女優、歌手。東京都出身。フリー。既婚者で3人の子供をもつ。
主な出演作は『.hack//Roots』（志乃）、『交響詩篇エウレカセブン』（エウレカ）、『ギャグマンガ日和』シリーズ、『銀色のオリンシス』（テア）、『コードギアス 反逆のルルーシュ』シリーズ（ナナリー・ランペルージ)など。

## 来歴

### キャリア
小さい頃から舞台好きだった母と一緒に芝居を観に行っていた。ミュージカル『アニー』を観て同世代の子役が舞台で歌ったり、踊ったりしていることを見て驚き、「自分もやりたいなぁ」と思うようになり、小学3年生から夏休みの公演のミュージカルのオーディションを受けるようになった。恥ずかしがり屋だったため、当初は舞台に出たい気持ちと受かりたくない気持ちが半々だったが、3歳から習い事でダンスの教室等に通っていたこともあって1年に1度の目標としてオーディションを受けていたという。
小学生の頃より子役として、ミュージカルなどの舞台に出演。初舞台はミュージカル『トラップ一家物語』のアガーテ役。ミュージカル『トラップ一家物語』など、複数の役で何度も出演している作品もある。1998年のアルゴミュージカル『フラワー』では、サイヤ役で出演しながらヒロイン・メズーラ役の代役も務める。その『フラワー』出演時に、共演の齋藤彩夏を見に来ていたアニメ監督・大地丙太郎の目に留まり、同監督作品『おじゃる丸』のゲストキャラクター・子石役で声優デビュー。1999年には同じく大地監督作品である『今、そこにいる僕』のララ・ルゥ役でヒロイン役を務める。その後も舞台出演を続けながら、アニメ『だぁ!だぁ!だぁ!』の光月未夢役で初主演を果たし、声優としても活動するようになる。
複数の作品に関わることで現場の雰囲気の違いや役作りが大きく異なることを感じ、声優という職業に関心を持ち、声だけで気持ちを伝えるその仕事の難しさと楽しさのとりこになっていったという。
事務所に所属したこともなく、養成所にも通ったこともなかったためそれまできちんと演劇の勉強をしたことがなかったが、声優の仕事を続けることを決めてからは演技の知識があったほうがいいと考え、高校卒業後に短期大学の演劇科に進学。短期大学での生活は、役者をめざす新しい仲間ができたり、授業で演劇について新しいことを知ることのできた、すごく楽しい2年間であったという。
短期大学生活を経て1年目の2007年、声優業に力を入れ、様々な役柄に挑戦し、2008年時点では自分がしたいことをするために事務所に所属せず、自らスケジュール管理、仕事に伴う様々な事務作業もこなしている。以前は「オーディションに受かるはずない。受かればラッキー」と考えていたが、2008年時点では落ちると悔しかったと語っている。悔しさをバネに「次、頑張ろう」と思いオンエアで他の人物が演じているのを聴いて「ああ、こういうのを監督は求めていたんだ」と知り、「ひとつ勉強になったな」と思うようになった。ある番組が終わり皆で飲みに行った時、三木眞一郎が「毎回、いつ死んでも後悔しない芝居をするんだ」と述べていたことが忘れられなかったと語っている。その言葉を聞いて以来、一回一回のアフレコ、ひとつひとつの台詞をいっそう大切にするようになったという。
2009年7月5日に『true tears』のファンイベントが、実際にアニメにも登場した「南砺市城端伝統芸能会館『じょうはな座』」で行われた際、富山県南砺市市長より、名塚佳織・井口裕香ら出演者、スタッフとともに南砺市観光大使に任命された。

### 現在まで
2011年2月21日付のブログにて、結婚したことを発表。翌年1月1日付のブログで、第1子女児の出産を発表。
2021年の7月2日付けで自身のTwitter、Instagramで妊娠を発表。同年12月4日、同じく自身のSNSで第2子の出産を発表。
2022年、第9回Yahoo!検索大賞声優部門で6位を獲得。
2025年4月24日、自身のXにおいて、第3子の出産を公表した。

## 人物

### 特色
高めの声質は清楚なイメージを持ち、印象的な役柄を多数こなしている。
米田果織は「一見は普通の少女に見えるも、心には揺るがない確固たる信念を持つ芯の強いキャラクターを演じることが多い」と語っている。
2007年時点では演じているキャラクターの今の気分を大切にしたいため、そのキャラクターがそのあとどうなるのか、なるべく聞かないようにしているという。
2007年時点で印象に残っている役はキーポイントとして残っているのが『だぁ!だぁ!だぁ!』の光月未夢役、『交響詩篇エウレカセブン』のエウレカ役、『レ・ミゼラブル 少女コゼット』のコゼット役であり、いずれもすごく大きな作品で、ステップアップに繋がった作品だという。あと、自分のなかですごく印象に残っているのが『今、そこにいる僕』のララ・ルゥ役と『風人物語』のナオ役。『今、そこにいる僕』のララ・ルゥ役は水を操り、『風人物語』のナオ役は風を操る女の子だったが、それぞれ自分が水、風になれたような気がして、すごく心地のよい作品だったという。

### 趣味・嗜好
趣味はお菓子作り。特技はジャズダンス、タップダンス、殺陣、ヴァイオリン、水泳、スノーボード。
お菓子作りが好きで、小さい頃から母と一緒にケーキを焼いていた。将来は「自分の家を建てて、家の一部を日替わりでパン、ケーキを出す喫茶店にしたいな」と思っているという。

### その他
小学校時代は、野生動物の保護員になりたく、動物が好きで、その頃ちょうどムツゴロウさんの番組を見ていたという。
絶滅危惧種の動物を助ける仕事に憧れ、「獣医の資格を取って海外で活動したいな」と思っていた。子供の頃から喘息だったため、「動物を保護する前に自分の身体を治しなさい」と言われてしまったという。
姉がいる。

## 出演
太字はメインキャラクター。

### テレビアニメ
1999年
- おじゃる丸（1999年 - 、小石、公ちゃん、かなえ 他）
- 今、そこにいる僕（1999年 - 2000年、ララ・ルゥ）

2000年
- 風まかせ月影蘭（ぎん、さよ）
- だぁ!だぁ!だぁ!（2000年 - 2002年、光月未夢）

2001年
- 砂漠の海賊!キャプテンクッパ（シャクレ）
- フルーツバスケット（草摩杞紗）

2002年
- 七人のナナ（ナナぽん）
- .hack//SIGN（昴）

2003年
- AVENGER（クリス）
- デ・ジ・キャラットにょ（憂鈴）
- ななか6/17（嵐山五月）
- 瓶詰妖精（ちりり）

2004年
- ギャラクシーエンジェル（第4期）（自爆ちゃん）
- 十兵衛ちゃん2 〜シベリア柳生の逆襲〜（婦人警視正ナヅカ）
- スウィート・ヴァレリアン（ケイト）
- ふたりはプリキュア（2004年 - 2005年、森京子） - 2シリーズ
- 風人物語（ナオ）

2005年
- ギャグマンガ日和（2005年 - 2025年、ニャン美、ナレーション、小野妹子〈2代目〉 他） - 5シリーズ
- ツバサ・クロニクル（2005年 - 2006年、チィ） - 2シリーズ
- 交響詩篇エウレカセブン（2005年 - 2006年、エウレカ）
- ノエイン もうひとりの君へ（向井ミホ）
- レジェンズ 甦る竜王伝説（パン）
- Canvas2 〜虹色のスケッチ〜（2005年 - 2006年、鳳仙エリス）

2006年
- .hack//Roots（志乃）
- いぬかみっ!（なでしこ）
- イノセント・ヴィーナス（登戸沙那）
- ゴーストハント（2006年 - 2007年、谷山麻衣）
- 銀色のオリンシス（テア）
- コードギアス 反逆のルルーシュ（2006年 - 2008年、ナナリー・ランペルージ / ナナリー・ヴィ・ブリタニア） - 2シリーズ
- シムーン（ユン）
- シュヴァリエ 〜Le Chevalier D'Eon〜（ロレンツィア）
- BLOOD+（グレゴリー・エフィモヴィチ・ラスプーチン / ソーニャ、モニーク）
- 蟲師（兎澤綺）

2007年
- アイドルマスター XENOGLOSSIA（双海亜美）
- Over Drive（深澤ゆき、少年）
- がくえんゆーとぴあ まなびストレート!（武内舞）
- 機神大戦ギガンティック・フォーミュラ（シルヴィア）
- ゲゲゲの鬼太郎（第5作）（舞子）
- CODE-E（2007年 - 2008年、九条園美） - 2シリーズ
- この青空に約束を―〜ようこそつぐみ寮へ〜（三田村茜、実行委員A）
- 地獄少女 二籠（菅野百合子）
- しゅごキャラ!（渡会美咲）
- すもももももも〜地上最強のヨメ〜（虎金井天々）
- DARKER THAN BLACK -黒の契約者-（白〈パイ〉）
- D.Gray-man（ちょめ助）
- 天才? Dr.ハマックス（カオリ）
- バンブーブレード（小川芽衣）
- ぼくらの（ツバサ）
- ポケットモンスター ダイヤモンド&パール（2007年 - 2009年、イシス、チシヲ）
- もっけ（飯田朋子）
- もえたん（白鳥ありす、黒き闇）
- レ・ミゼラブル 少女コゼット（コゼット）
- レンタルマギカ（ラピス）
- 湾岸ミッドナイト（マキ）
- ONE PIECE（2007年 - 2022年、ヨーコ、ソラン、ウタ）

2008年
- true tears（湯浅比呂美）
- ソウルイーター（2008年 -2009年、中務椿）
- TYTANIA -タイタニア-（2008年 - 2009年、リディア）
- 狼と香辛料（クロエ）
- かたつむリンピック（ピパ）
- ストライクウィッチーズ（2008年 - 2020年、リネット・ビショップ） - 3シリーズ
- ぜんまいざむらい（わたあめ姫、子供、町娘、美女、町人 他）
- 鉄腕バーディー DECODE（2008年 - 2009年、カペラ・ティティス） - 2シリーズ
- 図書館戦争（野々宮）
- To LOVEる -とらぶる-（2008年 - 2015年、古手川唯） - 4シリーズ
- 伯爵と妖精（バンシー）
- 破天荒遊戯（ルドヴィカ）
- Mnemosyne-ムネモシュネの娘たち-（前埜美汐）

2009年
- けんぷファー（2009年 - 2011年、三郷雫、カンデンヤマネコ） - 1シリーズ + 特別編
- 鋼殻のレギオス（サヤ）
- GA 芸術科アートデザインクラス（大道雅〈キョージュ〉）
- 絶対可憐チルドレン（キャロライン / キャリー）
- 07-GHOST（シスター・リーベル）
- そらのおとしもの（ミズキ）
- ティアーズ・トゥ・ティアラ（スィール、コナル）
- 夏のあらし!（カヤ・バーグマン） - 2シリーズ
- 鋼の錬金術師 FULLMETAL ALCHEMIST（2009年 - 2010年、マリア・ロス）
- PandoraHearts（花売りの少女）
- ミラクル☆トレイン〜大江戸線へようこそ〜（未来）
- メタルファイト ベイブレード（2009年 - 2012年、天童遊） - 3シリーズ

2010年
- アマガミSS（2010年 - 2012年、絢辻詞、子供） - 2シリーズ
- おとめ妖怪 ざくろ（タエ）
- 夢色パティシエール（樫野雅）

2011年
- 境界線上のホライゾン（2011年 - 2012年、ハイディ・オーゲザヴァラー、正純の母、世話役の女生徒） - 2シリーズ
- GOSICK -ゴシック-（少女 / 孤児）
- 30歳の保健体育（安藤なつ）
- SKET DANCE（八木薫）
- 名探偵コナン（2011年 - 2020年、千明、仲代麻奈美、佐伯綾乃、遠山千秋〈マドンナ〉）

2012年
- エウレカセブンAO（エウレカ）
- えびてん 公立海老栖川高校天悶部（大森荘子）
- 戦国コレクション（“太閤娘”豊臣秀吉、不如帰鳴子）
- 夏色キセキ（優香の姉）
- FAIRY TAIL（2012年 - 2024年、ジェニー） - 4シリーズ
- 遊☆戯☆王ZEXAL（幼少のドロワ）
- ROBOTICS;NOTES（2012年 - 2013年、神代フラウ）

2013年
- アイカツ!（新城絵麻）
- AMNESIA（主人公）
- 俺の彼女と幼なじみが修羅場すぎる（桐生冴子）
- 神のみぞ知るセカイ 女神篇（鮎川天理、ディアナ）
- 恋旅〜True Tours Nanto（逢沢千晶）
- THE UNLIMITED 兵部京介（ソフィー・グレース）
- 凪のあすから（2013年 - 2014年、先島〈潮留〉あかり）
- のんのんびより（2013年 - 2021年、宮内一穂） - 3シリーズ
- ファンタジスタドール（清正小町、タルト）
- Fate/kaleid liner プリズマ☆イリヤ（2013年 - 2016年、美遊・エーデルフェルト） - 4シリーズ
- ラブリームービー いとしのムーコ（篠原さん）
- ログ・ホライズン（2013年 - 2021年、高山三佐、ナズナ） - 3シリーズ

2014年
- アカメが斬る!（チェルシー）
- 異能バトルは日常系のなかで（里見詩春）
- ガールフレンド（仮）（村上文緒）
- ガンダムさん（セイラさん、アルテイピヨ）
- キャプテン・アース（日野リタ）
- クレヨンしんちゃん（セイラ）
- スペース☆ダンディ（ポー）
- ソウルイーターノット!（中務椿）
- ハイキュー!!（2014年 - 2020年、清水潔子） - 5シリーズ / 2015年に総集編『終わりと始まり』劇場上映
- GO-GO たまごっち!（ひめばらっち）

2015年
- 赤髪の白雪姫（2015年 - 2016年、木々・セイラン） - 2シリーズ
- いとしのムーコ（篠原）
- K RETURN OF KINGS（平坂道反）

2016年
- Re:ゼロから始める異世界生活（2016年 - 2024年、フレデリカ・バウマン） - 4シリーズ / 2020年に第1期新編集版が放送
- 甘々と稲妻（ハナの母）
- 怪盗ジョーカー（偽クイーン）
- 探偵オペラ ミルキィホームズ ファンファンパーリーナイト♪ 〜ケンとジャネットの贈り物〜（ジャネット）
- 文豪ストレイドッグス（マーガレット・M）
- 僕のヒーローアカデミア（2016年 - 2024年、葉隠透、Mt.レディ〈岳山優〉、勝己の友人） - 7シリーズ
- 魔法つかいプリキュア!（2016年 - 2025年、リズ） - 2シリーズ

2017年
- 龍の歯医者（有栖川カンネ）
- セイレン（嘉味田望）
- プリプリちぃちゃん!!（佐伯智花）
- GRANBLUE FANTASY The Animation（シャルロッテ）
- DIVE!!（麻木夏陽子）
- 18if（リリィ）
- NEW GAME!!（大和・クリスティーナ・和子）
- キノの旅 -the Beautiful World- the Animated Series（女）

2018年
- 伊藤潤二『コレクション』（夕子、女子2、珠枝、藤井未央、レリア 他）
- バジリスク 〜桜花忍法帖〜（滑婆）
- 三ツ星カラーズ（さっちゃん母）
- パズドラクロス（ホーリーセレス）
- ポプテピピック（2018年 - 2021年、ピピ美〈第6話Aパート / 再放送・リミックス版第5話Aパート〉）
- ひそねとまそたん（日登美真弓）
- 覇穹 封神演義（朱妃、スープーママ）
- 少女☆歌劇 レヴュースタァライト（櫻木麗）
- HUGっと!プリキュア（2018年 - 2019年、内富士ゆか）
- かくりよの宿飯（笹良）
- あはれ!名作くん（ラプ姉）

2019年
- バミューダトライアングル 〜カラフル・パストラーレ〜（監督）
- この世の果てで恋を唄う少女YU-NO（有馬亜由美 / 神帝）
- ストライクウィッチーズ 501部隊発進しますっ!（リネット・ビショップ）
- 爆丸バトルプラネット（2019年 - 2020年、ペガトリクス / ハイパーペガトリクス、バーバラ・クーソー）
- 川柳少女（毒島一枝）
- ナカノヒトゲノム【実況中】（路々森ユズ）
- グランベルム（満月の母）
- 女子高生の無駄づかい（シーキョン）
- 星合の空（桂木あや）
- ライフル・イズ・ビューティフル（小倉のどか）
- PSYCHO-PASS サイコパス 3（如月真緒）

2020年
- A3!（立花いづみ） - 2シリーズ
- イエスタデイをうたって（杜田）
- ド級編隊エグゼロス（ジコ蟲）
- 池袋ウエストゲートパーク（ユイ）
- 神様になった日（司波素子）

2021年
- ワールドウィッチーズ発進しますっ!（リネット・ビショップ）
- ヴァニタスの手記（2021年 - 2022年、ネーニア） - 2シリーズ
- 白い砂のアクアトープ（金城看護師長）
- 異世界食堂2（ラニージャ）

2022年
- リアデイルの大地にて（マイマイ）
- スローループ（福元一花）
- アニ×パラ〜あなたのヒーローは誰ですか〜（岡野都）
- BIRDIE WING -Golf Girls' Story-（2022年 - 2023年、ヴィペール） - 2シリーズ
- デジモンゴーストゲーム（カルマーラモン）
- 聖剣伝説 Legend of Mana -The Teardrop Crystal-（真珠姫 / レディパール）
- 陰の実力者になりたくて!（2022年 - 2023年、アウロラ） - 2シリーズ
- 令和のデ・ジ・キャラット（憂鈴、異世界さん）

2023年
- 火狩りの王（火華）
- この素晴らしい世界に爆焔を!（あるえ）
- Opus.COLORs（月見里朱莉）
- THE MARGINAL SERVICE（ライラ・キャンディハート）
- 僕とロボコ（インタビュアー、ミリー）
- レベル1だけどユニークスキルで最強です（レイナ）
- 呪術廻戦 懐玉・玉折/渋谷事変（恵の母）

2024年
- 薬屋のひとりごと（2024年 - 2025年、翠苓） - 2シリーズ
- 異世界でもふもふなでなでするためにがんばってます。（リリーナ）
- HIGH CARD（ガオ・ワン）
- シャングリラ・フロンティア（2024年 - 2025年、天地律） - 2シリーズ
- 僕の心のヤバイやつ（守屋先生）
- 休日のわるものさん（C018）
- アオのハコ（2024年 - 2025年、千夏の母）
- 魔王2099（イクサソルデ、謎の声 / メルディア）
- やり直し令嬢は竜帝陛下を攻略中（エリンツィア・テオス・ラーヴェ）
- ルカと太陽の花（ベラ)

2025年
- グリザイア:ファントムトリガー（鯨瀬・クリスティナ・桜子）
- Unnamed Memory Act.2（ロザリア）
- どうせ、恋してしまうんだ。（白石真波）
- ロックは淑女の嗜みでして（鈴ノ宮有花）
- 機動戦士Gundam GQuuuuuuX（キシリア・ザビ） - 2025年に劇場先行版が公開
- 男女の友情は成立する?（いや、しないっ!!）（榎本紅葉）
- まったく最近の探偵ときたら（白石恵）
- ブスに花束を。（神田律子）
- うたごえはミルフィーユ（ムスブの母）
- 地球のラテール（メスのアラビアオリックス）
- らんま1/2（久遠寺右京）

### 劇場アニメ
2000年代
- いぬかみっ! THE MOVIE 特命霊的捜査官・仮名史郎っ!（2007年、なでしこ）
- 交響詩篇エウレカセブン ポケットが虹でいっぱい（2009年、エウレカ・ズィータ）

2010年代
- 劇場版メタルファイト ベイブレードVS太陽 灼熱の侵略者ソルブレイズ（2010年、天童遊）
- トワノクオン（2011年、テイ）
- ストライクウィッチーズ 劇場版（2012年、リネット・ビショップ）
- 劇場版 K MISSING KINGS（2014年、平坂道反）
- アップルシード アルファ（2015年、ニュクス）
- 映画 魔法つかいプリキュア! 奇跡の変身!キュアモフルン!（2016年、リズ）
- 劇場版 Fate/kaleid liner プリズマ☆イリヤ（2017年 - 2021年、朔月美遊 / 美遊・エーデルフェルト） - 2作品
- 交響詩篇エウレカセブン ハイエボリューション（2017年 - 2021年、エウレカ） - 3部作
- コードギアス 反逆のルルーシュ（2017年 - 2018年、ナナリー・ランペルージ） - 3部作
- 僕のヒーローアカデミア THE MOVIEシリーズ（2018年 - 2019年、葉隠透） - 2作品
- 劇場版 のんのんびより ばけーしょん（2018年、宮内一穂）
- K SEVEN STORIES Episode3「SIDE:GREEN 〜上書き世界〜」（2018年、平坂道反）
- コードギアス 復活のルルーシュ（2019年、ナナリー）
- 映画 この素晴らしい世界に祝福を!紅伝説（2019年、あるえ）
- ストライクウィッチーズ 劇場版 501部隊発進しますっ！（2019年、リネット・ビショップ）

2020年代
- PSYCHO-PASS サイコパス 3 FIRST INSPECTOR（2020年、如月真緒）
- 少女☆歌劇 レヴュースタァライト ロンド・ロンド・ロンド（2020年、櫻木麗）
- 劇場版 少女☆歌劇 レヴュースタァライト（2021年、櫻木麗）
- 僕のヒーローアカデミア THE MOVIE ワールド ヒーローズ ミッション（Mt.レディ）
- ONE PIECE FILM RED（2022年、ウタ） - Adoとのダブルキャスト
- 劇場版ハイキュー!! ゴミ捨て場の決戦（2024年、清水潔子）
- 劇場版プロジェクトセカイ 壊れたセカイと歌えないミク（2025年、一歌の母）
- 劇場版 鬼滅の刃 無限城編 第一章 猗窩座再来（2025年、童磨の母）

### OVA
2003年
- .hack//GIFT（昴）

2004年
- まかせてイルか!（碧）

2005年
- ファイナルファンタジーVII アドベントチルドレン（星痕症候群の女の子）

2006年
- Memories Off #5 とぎれたフィルム THE ANIMATION（早蕨美海）

2007年
- ストライクウィッチーズ（リネット・ビショップ）
- .hack//G.U. Returner（志乃）

2008年
- シャイナ・ダルク 〜黒き月の王と蒼碧の月の姫君〜（クリスティナ・レイ・ホールデン）
- 絶対衝激 〜PLATONIC HEART〜（伊勢島綾）
- デトロイト・メタル・シティ（ニナ）
- .hack//G.U. TRILOGY（志乃）
- ないしょのつぼみ（立花つぼみ）

2009年
- ツバサ 春雷記（天照）
- To LOVEる -とらぶる- OVA（2009年 - 2010年、古手川唯）- コミックス第13巻 - 第18巻限定版
- 世にも奇妙な漫☆画太郎（女子高生）

2012年
- 神のみぞ知るセカイ 天理篇（鮎川天理 / ディアナ）- コミックス第19・20巻特別版
- コードギアス 反逆のルルーシュ ナナリーinワンダーランド（ナナリー・ランペルージ）
- To LOVEる -とらぶる- ダークネス（2012年 - 2014年、古手川唯）- コミックス第5・6・8・9・12・17巻限定版

2014年
- Fate/kaleid liner プリズマ☆イリヤ（2014年 - 2019年、美遊 / 美遊・エーデルフェルト） - 原作第4部コミックス第4・6巻オリジナルアニメ付きBD限定版、OVA『プリズマ☆ファンタズム』
- のんのんびより（2014年 - 2022年、宮内一穂） - コミックス第7・のんのんびよりりめんばーOAD付き特装版

2015年
- ストライクウィッチーズ Operation Victory Arrow vol.3 アルンヘムの橋（リネット・ビショップ）

2016年
- 赤髪の白雪姫（木々）- コミックス第15巻限定版

2017年
- 秘封活動記録 -祝-（東風谷家のお婆さん）

2019年
- グリザイア:ファントムトリガー THE ANIMATION（2019年 - 2020年、クリス） - 2シリーズ

2021年
- 魔法使いの嫁 西の少年と青嵐の騎士（ガブリエル母） - コミックス第16巻アニメーションDVD付き特装版

### Webアニメ
2000年代
- ケータイ少女（2007年、藤宮桃香）
- アセロラちゃん（2009年、アセロラちゃん）

2010年代
- こいけん!〜私たちアニメになっちゃった!〜（2012年、戸山渚）
- 神撃のバハムート（2014年、天人仮面〈スピネ〉）
- ニンジャスレイヤー フロムアニメイシヨン（2015年、ノナコ）
- モンスターストライク（2016年、卑弥呼）
- 佐賀県を巡るアニメーション
  - 冬の誓い 夏の祭り 武雄の大楠（2016年、夏希）
  - ただいま 思い出の佐賀（2017年、メイ）
  - おかえり 故郷の唐津（2017年、広井空〈小学生〉）

- A.I.C.O. Incarnation（2018年、芹遥香）
- メギド72 The short animation 長き戦旅の傍らで（2019年、ウェパル）

2020年
- 爆丸アーマードアライアンス（2020年 - 2021年、ペガトリクス、ペガトリクス×パイラス、バーバラ・クーソー、ペガトリクス×オーレラス）
- Re:ゼロから始める休憩時間 2nd season（フレデリカ・バウマン）
- 劇場版 Fate/kaleid liner プリズマ☆イリヤ Licht 名前の無い少女 スペシャルミニアニメ（2021年、美遊・エーデルフェルト）
- 爆丸エボリューションズ（2022年 - 2023年、ペガトリクス、ペガトリクス ストレングモード、ペガトリクス スピードモード）
- ブルーアーカイブ「beautiful day dreamer」（2022年、猫塚ヒビキ）
- 爆丸レジェンズ（2023年、ペガトリクス）
- 転生したらスライムだった件 コリウスの夢（2023年、シフォン）

### ゲーム
2002年
- .hack（2002年 - 2003年、寺島良子、昴） - 4作品

2004年
- 天空断罪スケルターヘブン（田村このみ）

2005年
- 瓶詰妖精〜はる・なつ・あき・ふゆ せんせいさんと一緒〜（ちりり）
- ケータイ少女（藤宮桃香）
- 空色の風琴 Remix（ルフィーユ）
- 破滅のマルス（磯之静）
- Memories Off #5 とぎれたフィルム（早蕨美海）

2006年
- いぬかみっ! feat.Animation（なでしこ）
- エウレカセブン NEW VISION（エウレカ）
- EVE new generation（紀瀬木乃依、紀瀬木アルト）
- ガジェットトライアル（ヒソカ）
- .hack//G.U.（2006年 - 2017年、志乃） - 4作品
- Fantasy Earth Zero（ティファリス）

2007年
- Another Century's Episode 3 THE FINAL（エウレカ）
- Que 〜エンシェントリーフの妖精〜（HAL）
- SIMOUN 異薔薇戦争〜封印のリ・マージョン〜（ユン）
- 召喚少女 〜ElementalGirl Calling〜（まどか）
- テイルズ オブ イノセンス（アンジュ・セレーナ、ヒンメル）
- BALDR BULLET EQUILIBRIUM（テレジア・アニシナ）
- BAROQUE（アリス、角女）
- 武装神姫 BATTLE RONDO（種型MMS ジュビジー）
- ミストオブカオス（ルシュエル・アーク）
- みんなのGOLF 5（ナツミ）

2008年
- アーマード・コア フォーアンサー（リリウム・ウォルコット）
- コードギアス 反逆のルルーシュ LOST COLORS（ナナリー・ランペルージ）
- コードギアス 反逆のルルーシュR2 盤上のギアス劇場（ナナリー・ランペルージ）
- 小鳩ヶ丘高校女子ぐろ〜部（前田巳名美）
- スーパーロボット大戦Z（エウレカ）
- ソウルイーター モノトーン プリンセス（中務椿）
- ソウルイーター メデューサの陰謀（中務椿）
- ティアーズ・トゥ・ティアラ 花冠の大地（スィール）
- ファンタジーアース ゼロ エクィテスエディション（ティファリス聖女王）
- ラスト レムナント（イリーナ・サイクス）
- ルクス・ペイン（山瀬ルイ）
- Wonderland ONLINE（かりん）
- To LOVEる -とらぶる-（古手川唯） - 2作品

2009年
- アサシン クリード II（カテリーナ・スフォルツァ）
- アマガミ（絢辻詞）
- サイキン恋シテル?（らくたのぅ）
- ストライクウィッチーズ -蒼空の電撃戦 新隊長 奮闘する！-（リネット・ビショップ）
- ソウルイーター バトルレゾナンス（中務椿）
- ティアーズ・トゥ・ティアラ外伝 -アヴァロンの謎-（スィール）
- NUGA-CEL!（アングレット）
- バンブーブレード 〜"それから"の挑戦〜（小川芽衣）
- 羊くんならキスしてあげる☆（佐伯透花）
- ぷよぷよ7（ドラコケンタウロス）
- ファンタジーアース ゼロ（お淑やかな少女I：ボイスチケット♀VII）
- メタルファイト ベイブレード 爆誕！サイバーペガシス（天童遊）

2010年
- EAT LEAD マット・ハザードの逆襲（QA）
- 俺の嫁 〜あなただけの花嫁〜（おっとり天然タイプ、感情希薄タイプ）
- クレヨンしんちゃん おバカ大忍伝 すすめ!カスカベ忍者隊! (コトリ)
- こいけん!（戸山渚）
- サモンナイトグランテーゼ 滅びの剣と約束の騎士（ニール）
- ストライクウィッチーズ -あなたとできること A Little Peaceful Days-（リネット・ビショップ）
- ストライクウィッチーズ 白銀の翼（リネット・ビショップ）
- ストライクウィッチーズ2 いやす・なおす・ぷにぷにする（リネット・ビショップ）
- GA -芸術科アートデザインクラス- Slapstick WONDER LAND（大道雅〈キョージュ〉）
- .hack//Link（昴、志乃、寺島良子）
- アトリエシリーズ（2010年 - 2025年、トトリ〈トトゥーリア・ヘルモルト〉） - 8作品
- 雅恋 〜MIYAKO〜
- メタルファイト ベイブレード 爆神スサノオ襲来!（天童遊）
- メタルファイト ベイブレード ポータブル 超絶転生! バルカンホルセウス（天童遊）
- メタルファイト ベイブレード 頂上決戦!ビッグバン・ブレーダーズ（天童遊）
- もっとNUGA-CEL!（アングレット）
- ラストランカー（ミシー）
- ルパン三世 史上最大の頭脳戦（ソンドラ・パラドックス）

2011年
- 第2次スーパーロボット大戦Z 破界篇 / 再世篇（エウレカ・ズィータ、ナナリー・ランペルージ）
- Tartaros-タルタロス-（リリオペ）
- テイルズ オブ ザ ワールド レディアント マイソロジー3（アンジュ・セレーナ）
- ぷよぷよ!! Puyopuyo 20th anniversary（ドラコケンタウロス）
- FRONTIER GATE（ルーティル）
- マブラヴ オルタネイティヴ クロニクルズ 憧憬（ルナテレジア・ヴィッツレーベン）

2012年
- AQUAPAZZA（スィール）
- ガールフレンド（仮）（西野彩音、村上文緒）
- テイルズ オブ イノセンス R（アンジュ・セレーナ、ヒンメル）
- 武装神姫 BATTLE MASTERS Mk.2（ジュビジー） - DLC追加キャラクター。
- 舞華蒼魔鏡（2012年、東風谷早苗）
- ルートダブル -Before Crime * After Days-（琴乃悠里）
- ROBOTICS;NOTES（神代フラウ）
- とびたて!超時空トラぶる花札大作戦（美遊）

2013年
- 境界線上のホライゾン PORTABLE（ハイディ・オーゲザヴァラー）
- Glass Heart Princess:PLATINUM（星野此方）
- 神撃のバハムート（スピネ、シャルロッテ）
- スロッターマニアV 絶対衝激II（伊勢島綾）
- 願いの欠片と白銀の契約者（高千穂紗代）
- ぷよぷよ!!クエスト（2013年 - 2022年、ドラコケンタウロス、ミーシャ、サリヴァン）

2014年
- アイドル魔法少女ちるちる☆みちる（ニャンメル）
- グランブルーファンタジー（2014年 - 2024年、シャルロッテ、ヴァルナ、ナナリー・ランペルージ、ウタ） - 4作品
- グリモア〜私立グリモワール魔法学園〜（氷川紗妃）
- CV 〜キャスティングボイス〜（藤之宮小夜花）
- 車なごコレクション（S660コンセプト）
- 爽海バッカニアーズ!（ステラ＝フォスター）
- 闘神都市（クライア・カラー）
- To LOVEる-とらぶる- ダークネス -Idol Revolution-（古手川唯）
- To LOVEる -とらぶる- ダークネス バトルエクスタシー（古手川唯）
- ハイキュー!! 繋げ!頂の景色!!（清水潔子）
- ファントム オブ キル（芭蕉扇）
- Fate/kaleid liner プリズマ☆イリヤ（美遊）
- FLOWERS 春編（白羽蘇芳）
- ぷよぷよテトリス（ドラコケンタウロス）
- ペルソナQ シャドウ オブ ザ ラビリンス（玲）

2015年
- ガールフレンド（♪）（村上文緒）
- ガールフレンド（仮） きみと過ごす夏休み（村上文緒）
- ザクセスヘブン リベリオン（生成）
- 超銀河船団（ミドリカワ・マリヤ、スラープ、アークト）
- To LOVEる -とらぶる- ダークネス トゥループリンセス（古手川唯）
- ファイアーエムブレムif（ヒノカ）
- FLOWERS 夏編（白羽蘇芳）
- メタルサーガ 〜荒野の方舟〜（オペレーター〈ゆるふわ清楚系〉）
- LORD of VERMILION ARENA（レディパール）

2016年
- 蒼き雷霆 ガンヴォルト（2016年 - 2022年、謎の少女 / パンテーラ） - 2作品
- アドヴェントガール（曹操）
- オルタンシア・サーガ -蒼の騎士団-（デュポワ）
- 白猫プロジェクト（マフユ・フブキ）
- スターオーシャン5 -Integrity and Faithlessness-（ラフィネ）
- スターオーシャン:アナムネシス（ラフィネ）
- NightCry（モニカ）
- ハイキュー!! Cross team match!（清水潔子）
- FLOWERS 秋編（白羽蘇芳）
- 僕のヒーローアカデミア バトル・フォー・オール（Mt.レディ、葉隠透）
- LORD of VERMILION Re:3（レディパール、シャルロッテ）

2017年
- かんぱに☆ガールズ（リィン・リーンベル、美遊・エーデルフェルト）
- グリザイア：ファントムトリガー（鯨瀬・クリスティナ・桜子）
- こえかつ（桜庭知沙）
- この世の果てで恋を唄う少女YU-NO（有馬亜由美）
- 戦艦少女R（逸仙、大鳳、ユニコーン）
- デスティニーチャイルド（ネヴァン）
- ファイアーエムブレム ヒーローズ（2017年 - 2025年、ナンナ、ヒノカ）
- ファイアーエムブレム無双（ヒノカ）
- FLOWERS 冬編（白羽蘇芳）
- ブレイブリーデフォルト フェアリーズエフェクト（ミスト）
- 征戦!エクスカリバー（サリー＆エル）
- メギド72（2017年 - 2023年、ウェパル）

2018年
- ゴッドイーター レゾナントオプス（フィリーネ）
- ドールズフロントライン（PK）
- クイズRPG 魔法使いと黒猫のウィズ（ナナリー・ランペルージ、セシーリア・ヴェルレ）
- 鬼武者（雪姫）
- プレカトゥスの天秤（リディア・テラル）

2019年
- Fate/Grand Order（2019年 - 2025年、美遊・エーデルフェルト / 朔月美遊） - 2作品
- ROBOTICS;NOTES DaSH（神代フラウ）
- ヴァリアントフォース（ルシル・ロザリア）
- きららファンタジア（大道雅）
- 蒼藍の誓い ブルーオース（フォッシュ）
- 不思議の幻想郷 -ロータスラビリンス-（アリス・マーガトロイド）
- テイルズ オブ ザ レイズ（2019年 - 2020年、アンジュ・セレーナ、フィリーネ・ストリッジデイ・ウォラーレ）
- スーパーロボット大戦X-Ω（エウレカ）
- 食用系少女2：美食内戦（キヨミ）
- 艦隊これくしょん -艦これ-（2019年 - 2022年、Houston、Atlanta）

2020年
- アークナイツ（アステシア）
- 龍が如く7 光と闇の行方（夢乃）
- プロジェクト・シルバーウイング（SCAR-L、Vector、HK USP）
- この素晴らしい世界に祝福を! ファンタスティックデイズ（あるえ）
- メガミヒストリア（マリー、服部半蔵）
- 浮島物語 Aspida Story〜最強刻印士になるストーリー（アテナ）
- ワールドウィッチーズ UNITED FRONT（リネット・ビショップ）
- ワールドフリッパー（ヴィヴィ）
- グリザイア クロノスリベリオン（2020年 - 2023年、鯨瀬・クリスティナ・桜子） - 2作品
- ぷよぷよテトリス2（ドラコケンタウロス）
- 武装神姫 アーマードプリンセス バトルコンダクター（ジュビジー）

2021年
- ブルーアーカイブ -Blue Archive-（2021年 - 2023年、猫塚ヒビキ）
- MAGLAM LOAD / マグラムロード（シャルム）
- ポケモンマスターズEX（2021年 - 2023年、スイレン）
- ブラック・サージナイト（コロラド）
- カウンター・アームズ（ルノー FT-17 軽戦車、I1-76、F8F ベアキャット）
- 共闘ことばRPG コトダマン（イグナイタッチ）
- 少女廻戦 時空恋姫の万華境界へ（未来、張梁）
- クッキーラン: キングダム（ザクロ味クッキー）
- コードギアス Genesic Re;CODE（2021年 - 2022年、ナナリー・ランペルージ）
- ガーディアンテイルズ（バリ）
- シノビマスター 閃乱カグラ NEW LINK（古手川唯）
- グランサガ（バルサ）
- カウンターサイド（クロエ・スターシーカー）

2022年
- クロカミサマの晩餐（クロカミサマ）
- ソウルタイド（コルシェール）
- 東方ダンマクカグラ（稀神サグメ）
- ラブライブ! スクールアイドルフェスティバル（ナナリー・ヴィ・ブリタニア）
- コードギアス 反逆のルルーシュ ロストストーリーズ（2022年 - 2023年、ナナリー・ランペルージ）
- 聖剣伝説 ECHOES of MANA（レディパール）
- 鋼の錬金術師 MOBILE（マリア・ロス）
- ONE PIECE トレジャークルーズ（ウタ）
- ONE PIECE バウンティラッシュ（ウタ）
- モンスターストライク（ウタ）
- パズル&ドラゴンズ（ウタ）
- 僕のヒーローアカデミア ULTRA IMPACT（2022年 - 2024年、Mt.レディ、葉隠透）
- ドルフィンウェーブ（2022年 - 2023年、永雪氷織）
- アサルトリリィ Last Bullet（美遊・エーデルフェルト）

2023年
- 陰の実力者になりたくて!マスターオブガーデン（アウロラ）
- エロイカ（フェリシア）
- あんさんぶるスターズ!! Basic / Music（深海奏汰〈幼少期〉） - 2作品
- 僕のヒーローアカデミア ULTRA RUMBLE（Mt.レディ）
- 雀魂（美遊）
- A3!（監督〈立花いづみ〉）

2024年
- サンローラン騎士団（フィオナ）
- 崩壊:スターレイル（ロビン）
- 不思議の幻想郷 -FORESIGHT-（アリス・マーガトロイド）
- Fate/Samurai Remnant（逸れのバーサーカー / 鬼子母神） - DLC追加キャラクター
- リバースブルー×リバースエンド（聖母）
- カルドアンシェル（パンテーラ）
- ゼンレスゾーンゼロ（月城柳）

2025年
- 魔法少女ノ魔女裁判（月代ユキ）
- みんなのGOLF WORLD（ナツミ）

### ドラマCD
2006年
- アクエリアンエイジ 7周年記念ドラマCD（藤宮真由美）
- カミヨミ（菊理）

2007年
- アイドルマスター XENOGLOSSIAシリーズ（双海亜美）
  - オリジナルドラマvol.1『週間十六夜寮』
  - オリジナルドラマvol.2『週間モンデンキント』
  - オリジナルドラマvol.3『週間アイドルマスター』

- 幻獣降臨譚（アリア）
- コードギアス 反逆のルルーシュ Sound Episodeシリーズ（ナナリー・ランペルージ）
- しにがみのバラッド。momo the girl god of death "cinema" wonderful world e.p.（波佐間ユカ）
- 聖痕のクェイサー 〜皇女の卵〜 CDドラマアルバム（山辺燈）
- ナイトウィザード ファンブック リーチ・フォー・ザ・スターズ ドラマCD「最果ての数式」（パール＝クール）
- 高速エイジ（寿）
- ROOM NO.1301 ドラマCD（有馬冴子）

2008年
- true tears ドラマCD（湯浅比呂美）
- ドラマCD「テイルズ オブ イノセンス」 Vol.1・2（アンジュ・セレーナ）
- To LOVEる -とらぶる- Variety CD その1・3・4・5（古手川唯）
- ふおんコネクト! ドラマCD（三日科通果）

2009年
- ドラマCD「アマガミ」 Vol2 絢辻詞 編 〜私の帰るべき場所〜（絢辻詞）
- ゴーストハント〜忘れられた子どもたち〜 前編（谷山麻衣）※コミックス11巻限定版特典CD
- SKET DANCE ドラマCD（八木薫）

2010年
- ドラマCD「アマガミ」 Vol6 棚町薫 編 〜創設祭は大騒ぎ!〜（絢辻詞）
- ゴーストハント〜忘れられた子どもたち〜 後編（谷山麻衣）※コミックス12巻限定版特典CD
- The Epic of Zektbach シリーズ（マタン・カトルセ）
  - The Epic of Zektbach -FRAGMENTS OF ARIA TE'LARIA-
  - The Epic of Zektbach Novel CD Series 〜Blind Justice〜

- 柚子ペパーミント（吹雪桜）

2011年
- ナイトウィザード ファンブック エンド・オブ・エタニティ ドラマCD「タイム・トゥ・セイ・グッバイ」（パール＝クール）

2012年
- ドラマCD「ぷよぷよ」（ドラコケンタウロス）

2013年
- TVアニメ AMNESIA シリーズ（主人公）
  - ドラマCD 〜嵐の山荘にて〜
  - ドラマCD 〜ひとつ隣のアムネシア〜

- PSYCHO-PASS サイコパス/ゼロ 名前のない怪物 上巻（桐野瞳子）
- ドラマCD「ぷよぷよ」Vol.4（ドラコケンタウロス）
- やさしい教師の躾けかた。（先生）※コミックス第3巻ドラマCD付き限定版
- ワールドエンブリオ（吾妻結衣）※コミックス第10・11巻ドラマCD付き特装版

2014年
- バロックナイト ドラマCD #1 Voice Of Baroque：天使追憶（如月早香）

2015年
- ストライクウィッチーズ Operation Victory Arrow vol.3 アルンヘムの橋 Amazon.co.jp限定版特典 後日談ドラマCD「ミッドナイト・イン・パ・ド・カレー」（リネット・ビショップ）

2016年
- 赤髪の白雪姫（木々）※LaLa2016年3月号付属CD

### ラジオドラマ
- 誰も死なない（法隆寺水）
- MUSIC 24/7「Beat Per Minites」（☆Taku Takahashi presents “The BlockHeadz”）内（TBSラジオ：2013年10月2日 - ）

### デジタルコミック
- VOMIC バドガール（2008年、泉谷旭）
- デジコミ special DVD 「今日、恋をはじめます」（2008年、日比野つばき） - 『少女コミック』2008年12号 - 14号応募者全員サービス
- VOMIC 貧乏神が!（2010年、桜市子）
- VOMIC 1/11 じゅういちぶんのいち（2012年、若宮四季）
- 「フルーツバスケット」音声入りまんがDVD〜旅立ちの日、再び〜（2012年、草摩杞紗、少女）- 『花とゆめ』24号応募者全員サービス
- ルリドラゴン（2022年、ルリの母）
- 恋と呼ぶには青すぎる（2022年、みどり[308]）

### 吹き替え

#### 映画
- かちこみ!ドラゴン・タイガー・ゲート（2006年、マー・シャオリン〈董潔〉）
- パラノーマル・アクティビティ2（2011年、アリ〈モリー・イフラム〉）
- ゾンビ・ガール（2016年、エヴリン〈アシュリー・グリーン〉）
- 虐待の証明（2020年、ペク・サンア〈ハン・ジミン〉）

#### ドラマ
- コールドケース4（2008年、キム・ジャコビ） #24
- カインとアベル（2009年、オ・ヨンジ〈ハン・ジミン〉）
- Xカンパニー 戦火のスパイたち（2015年、オーロラ・ラフト〈エヴリーヌ・ブロシュ〉）

#### アニメ
- マイリトルポニー〜トモダチは魔法〜（2014年、クイーンクリサリス）

### 実写映画
- 爪先の宇宙（2017年11月17日公開） - しおり 役[309]
- こんにちは、母さん（2023年9月1日公開） - 昭夫の奥さん 役[310]

### 舞台
- トラップ一家物語 - アガーテ、ヨハンナ、ヘートヴィヒ 役
- アルゴミュージカル 招待状は101才 - うさぎ 役
- アルゴミュージカル フラワー - サイヤ 役
- チェンナムの夢 - チェンナム 役
- ココ・スマイル - ナツ 役
- ココ・スマイル2 〜約束の金メダル〜 - マコト 役
- ココ・スマイル3 〜虹色のメロディー〜 - あかね 役
- フレンズ 〜ガラクタ怪獣のなみだ〜 - ノゾミ 役
- PROPAGANDA STAGE 飛龍伝〜あのシュプレヒコールの波濤を越えて〜（2003年1月29日 - 2月2日）
- 「喝采」（小山剛志主宰）
- 剱伎衆かむゐ10周年記念公演 「閃」（2008年1月）
- 3 on 3〜 喫茶店で起こる3つの物語（2008年6月22日 - 29日） - 堀之内・せり菜 役
- あわれ彼女は娼婦（2008年4月16日 - 20日）
- PROPAGANDA STAGE NEXT パラレル・ライフ・パーティー（2009年6月10日 - 14日、16・17日） - 加藤里穂 役
- しあわせになりたい（2009年9月22日 - 27日） - 小湊牧子 役
- サイエンス・フィクション（2010年2月9日 - 15日） - マリヤ 役
- 帝銀事件の頃（2010年4月21日 - 25日） - 亜希子 役
- 二重の不実（2010年8月16日 - 22日） - リゼット 役
- 中野サンプラザ座長公演“水樹奈々大いに唄う 弐”「異説龍馬維新伝」（2010年12月4日]） - 沖田総司 役
- ザ・フォーリナー（2010年12月23日 - 27日） - キャサリン 役
- 新進演劇人育成公演「父が燃える日」（2011年9月14日 - 19日）
- 両国国技館座長公演“水樹奈々大いに唄う 参”「光圀-meet, come on!-」（2013年3月3日） - 紅 役
- 今度は愛妻家（2014年4月4日 - 20日ほか） - 吉沢蘭子 役〈Wキャスト〉
- 演劇企画体ツツガムシ第5回公演「ペーパープレーン」（2014年12月13日 - 24日[311]）
- 朗読劇「魔導師は平凡を望む」（2015年5月23日・24日） - ミヅキ 役
- 国立代々木競技場第一体育館座長公演“水樹奈々大いに唄う 四”「新説 桃太郎英雄譚」（2016年1月24日） - キジ 役
- 舞台「黒薔薇アリス」（2017年5月12日 - 21日） - 鳴沢瞳子 役[312]
- タイキマニアプロデュース『朗読劇タチヨミ』シリーズ
  - 『朗読劇タチヨミ -第四巻-』もう一度あなたの声が聞きたくて…（2018年1月12日 - 21日、下北沢 小劇場B1）[313]
  - 『朗読劇タチヨミ -第五巻-』（2019年1月12日 - 20日、下北沢 小劇場B1）[313][314]
  - 『朗読劇タチヨミ -第六巻-』（2020年1月10日 - 19日、下北沢 小劇場B1）[313][315]
  - 『朗読劇タチヨミ -第七巻-』（2020年9月17日 - 22日、赤坂 草月ホール）[316][317]
  - 『朗読劇タチヨミ -第八巻-』〜いつかきっとそれは走馬燈のように〜（2021年1月8日 - 17日、下北沢 小劇場B1）[318]
  - 十周年記念公演『朗読劇タチヨミ -第十巻-』“grateful”（2023年2月8日 - 12日、サンシャイン劇場）[319]
  - 『朗読劇タチヨミ -最終巻-』（2025年6月11日・12日・15日、本多劇場）[320]
- 舞台「レンタヒーロー」（2018年1月17日 - 21日） - ミュー 役（声の出演）
- ADKアーツコレクションvol.1 冬の四重奏〜4名の演出家によるオムニバス朗読劇〜「未完成最高曲」（2018年2月7日 - 11日、全労済ホール / スペース・ゼロ）[321]
- 舞台「無限の住人 完結編」（2018年5月13日 - 22日、全労済ホール／スペース・ゼロ） - 杣燎 役
- 『DIVE!!』The STAGE!!（2018年9月20日 - 10月7日、シアター1010 他） - 麻木夏陽子 役[322]
- 銀岩塩『神ノ牙-JINGA-転生』〜消えるのは俺じゃない、世界だ。〜（2019年1月5日 - 14日、銀河劇場）[323]
- 秦組Vol.14『方舟』 episode 2「9999の正義」（2021年2月6日 - 14日、d-倉庫） - ノア・クム 役[324][325]
- 『僕のヒーローアカデミア』The “Ultra” Stage 本物の英雄（ヒーロー） PLUS ULTRA ver.（2021年12月3日 - 12日、TOKYO DOME CITY HALL/2021年12月24日 - 26日、京都劇場） - 葉隠透 役（声の出演）[326]
- 『名探偵の継承』〜乱歩とポー〜 朗読劇「黒蜥蜴」（2023年1月18日 - 22日、シアターミクサ） - 黒蜥蜴 役、早苗 役（シャッフルキャスト）[327][328]
- 朗読劇「瓶詰めの海は寝室でリュズタンの夢をうたった」〜トノキヨの夏休み〜（2024年9月28日、Mixalive TOKYO Theater Mixa） - サンゴの姫 役[329]
- 音楽朗読劇 THE LITTLE MATCH GIRL 〜アンデルセン童話「マッチ売りの少女」より〜（2023年11月28日・12月1日・3日、博品館劇場）[330]
- 岩井秀人（WARE）プロデュース『いきなり本読み！Voices』（2025年8月5日、草月ホール）[331]
- サカバンバスピス vol.2 CRIMES OF THE HEART（英語版）（2025年8月27日 - 9月1日、中落合 シアター風姿花伝）[332]
- 朗読詩情劇 パイロットフィッシュ（2025年9月5日・6日、新宿シアターモリエール） - 川上由希子 役[333]
- 朗読劇 ランチのアッコちゃん（2025年10月3日・5日、東京都中野区 テアトルBONBON〈ポケットスクエア内〉）[334]

### ラジオ
※はインターネット配信。
- エウレカセブン RADIO ray=out（文化放送・毎日放送・BSQR489）
- 名塚佳織のかもさん學園（2003年 - 2004年、アニスタ.TV※ / 2004年 - 、音泉※・BEWE※）
- インターネットラジオ 名塚佳織のアイエフ放送局（2004年 - 2007年、音泉※・BEWE※）
- ノエイン・ステーション ネットの向こうの君へ（2005年 - 2006年、TE-A room※）
- こいぬのじかん（2006年 - 2007年、『いぬかみっ!』スタチャインターネットラジオ※）
- イノヴィ解放同盟（2006年、ランティスネットラジオ※）
- true tears こちらチューリップ放送局（2008年、BEAT☆Net Radio!※）
- 名塚佳織と吉野裕行のガンガンいこうぜ!（2008年 - 2010年、ラジオ大阪・週刊ラジマガ編集部公式サイト※・音泉※）
- 絶対情報局（2008年、絶対衝激オフィシャルサイト※）
- エウレカセブン別冊ray=out袋とじ（西陣）
- 爆発らじアート☆（2009年、アニメイトTV※・マリン・エンタテインメント※）
- DLラジオ（2009年、声グラweb※）
- 501st JFW.OA〜第五〇一統合戦闘航空団公式放送〜（2011年 - 2016年、音泉※・HiBiKi Radio Station※）
- Fate/kaleid liner イリヤと美遊のプリズマ☆ナイト ツヴァイ ヘルツ!（2015年、音泉※）[335]
- ガルフレ♪ラジオ「明音と文緒の聖櫻学園放送室♪」（2015年 - 、HiBiKi Radio Station※）[336]

### テレビ番組
- うらすたちゃ!（すたチャンX版）（AT-X「すたチャンX」のフィラー番組：2007年4月 - 2007年9月）
- 番宣部長SP 〜今宵、私は宴会部長2007〜（AT-X：2007年12月23日）
- アニメギガ（NHK-BS2：2009年6月21日）
- あにてれ Presents アニソンぷらす+（テレビ東京）
- 萌える!泣ける!燃える! ゼロ年代珠玉のアニメソングスペシャル（NHK-BS2：2010年8月14日）- 司会、ナレーション
- 青春!アリスポ 〜SPORTS×MANGA〜（NHK-BS1：2015年1月30日）- ナレーション
- 高専ロボコン2015全国大会「輪投げ対決 目覚めよ！ホースの力」（NHK総合：2015年12月23日）- ナレーション [337][338]
- ニッポンアニメ100 あけおめ!声優大集合（NHK BSプレミアム：2017年12月31日 - 2018年1月1日）

### テレビドラマ
- パセリ（2007年10月 - 12月、独立UHF放送局）古森若菜

### インターネットテレビ
- うらすたちゃ!（すたちゃまにあ版）（Oh!sama TV内オンデマンド放送：2007年1月 - 2007年9月）
- ニコニコ生放送とりあえず生中（三杯目）「トトリのアトリエ〜アーランドの錬金術士2〜」（ニコニコ動画内：2010年6月17日）
- 加藤純一の世界で一番ゲームを本気でやる男（AbemaTV：2018年7月17日 - 10月2日）ナレーション

### パチンコ・パチスロ
- CR交響詩篇エウレカセブン（エウレカ）
- パチスロ交響詩篇エウレカセブン（エウレカ）
- 絶対衝激 〜PLATONIC HEART〜（伊勢島綾）
- 絶対衝激II 〜PLATONIC HEART〜（伊勢島綾）
- パチスロ ガールフレンド（仮）〜聖櫻学園メモリアル〜（村上文緒）
- Pガールフレンド（仮）（村上文緒）

### CM
- アマガミ（絢辻詞）
  - アマガミ
  - エビコレ＋ アマガミPV
  - アマガミSSEDテーマ「嘆きの天使」CM
- 絶対衝激 〜PLATONIC HEART〜 CM（伊勢島綾）
- ないしょのつぼみDVD CM（立花つぼみ）
- ONE PIECE「#ひとつなぎの150秒」[339]

### ASMR
- 「ハツコイノォト』変わらずにいてくれる幼なじみのキミへ〜夜空咲く大輪〜（2021年、ユカ）
- お隣の娘さん（2021年、美波）
  - お隣の娘さんとひとつ屋根の下
  - お世話好きなお隣の娘さんが甘々すぎる
- 癒し処^^耳かき店秋風亭へようこそ 里香の耳かきで気持ちよくなっていきませんか（2021年、河野里香）

### その他コンテンツ
- ギャグマンガ日和（ジャンプフェスタ版）（2002年、牛山サキ、宮原の友達）
- 富山観光アニメプロジェクト（2009年、美咲）
  - 泣かせる空に会いたい 立山の恋人編
  - 泣かせる海に会いたい 海辺の友情編
  - 泣かせる味に会いたい 五箇山のおじいちゃん編
- 少女病「黎明ローレライ」（2009年）
- テイルズ オブ フェスティバル 2012（2012年）
- バツイチもいい男の条件ですか? オーディオシネマ（2015年、河合瑠璃[340]）

## ディスコグラフィ

### アルバム
|   | 発売日        | タイトル                                        | 規格品番  |
| - | ------------- | ----------------------------------------------- | --------- |
| 1 | 2009年4月24日 | HAPPY〜KAORI NAZUKA CHARACTER SONG COLLECTION〜 | LACA-5906 |

### キャラクターソング
| 発売日   | 商品名                                                                                             | 歌 | 楽曲                                                             | 備考                                                                                |
| 2007年   | 2007年                                                                                             | 2007年 | 2007年                                                           | 2007年                                                                              |
| -------- | -------------------------------------------------------------------------------------------------- | --- | ---------------------------------------------------------------- | ----------------------------------------------------------------------------------- |
| 7月4日   | この青空に約束を―〜ようこそつぐみ寮へ〜 Character Song CD Series Vol.6 三田村茜                    | 三田村茜（名塚佳織） | 「星のとなりに」                                                 | テレビアニメ『この青空に約束を―〜ようこそつぐみ寮へ〜』関連曲                       |
| 7月25日  | 魔法少女マジカルたん!                                                                              | 虹原いんく（田村ゆかり）、黒威すみ（戸松遥）、白鳥ありす（名塚佳織） | 「魔法少女マジカルたん!」                                        | テレビアニメ『もえたん』オープニングテーマ                                          |
| 9月26日  | 恋はビリビリSENSATION!                                                                             | B・Bガ〜ルズ | 「恋はビリビリSENSATION!」                                       | テレビアニメ『CODE-E』関連曲                                                        |
| 10月10日 | TVアニメ もえたん オリジナルサウンドトラック&キャラクターミニアルバム『Magical Melody!』           | 白鳥ありす（名塚佳織） | 「恋の英単語」 「Love Live Train」                               | テレビアニメ『もえたん』関連曲                                                      |
| 2008年   | | |                                                                  |                                                                                     |
| 6月25日  | テレビアニメ true tears DVD vol.4 キャラクターイメージソングCD                                     | 湯浅比呂美（名塚佳織） | 「雨の夜 虹の朝」                                                | テレビアニメ『true tears』関連曲                                                    |
| 9月3日   | ソウルイーター キャラクターソング2「マイ☆スター」                                                  | ブラック☆スター（小林由美子）、椿（名塚佳織） | 「マイ☆スター」 「マイ☆スター（another mix）」                   | テレビアニメ『ソウルイーター』関連曲                                                |
| 9月26日  | Music☆Mission! CODE-E&Mission-E Sound collection                                                   | B・Bガ〜ルズ | 「Feel so Easy! ビリビリver.」                                   | テレビアニメ『Mission-E』エンディングテーマ                                         |
| 10月3日  | To LOVEる -とらぶる- Variety CD その3                                                              | 古手川唯（名塚佳織） | 「清廉潔癖女子。」                                               | テレビアニメ『To LOVEる -とらぶる-』関連曲                                          |
| 10月8日  | ストライクウィッチーズ エンディング・テーマ コンプリート・コレクション                             | 宮藤芳佳（福圓美里）、リネット・ビショップ（名塚佳織） | 「ブックマーク ア・ヘッド (Type-2)」                             | テレビアニメ『ストライクウィッチーズ』エンディングテーマ                            |
| 10月8日  | ストライクウィッチーズ エンディング・テーマ コンプリート・コレクション                             | 宮藤芳佳（福圓美里）、坂本美緒（千葉紗子）、リネット・ビショップ（名塚佳織）、ペリーヌ・クロステルマン（沢城みゆき）、ミーナ・ディートリンデ・ヴィルケ（田中理恵）、ゲルトルート・バルクホルン（園崎未恵）、エーリカ・ハルトマン（野川さくら）、フランチェスカ・ルッキーニ（斎藤千和）、シャーロット・E・イェーガー（小清水亜美）、サーニャ・V・リトヴャク（門脇舞以）、エイラ・イルマタル・ユーティライネン（仲井絵里香） | 「ブックマーク ア・ヘッド (Type-11)」                            | テレビアニメ『ストライクウィッチーズ』エンディングテーマ                            |
| 10月24日 | To LOVEる -とらぶる- Variety CD その4                                                              | 古手川唯（名塚佳織） | 「まんなかSensitive」                                            | テレビアニメ『To LOVEる -とらぶる-』関連曲                                          |
| 11月5日  | コードギアス 反逆のルルーシュR2 Sound Episode5                                                     | ナナリー（名塚佳織） | 「ティアラの気持ち」                                             | テレビアニメ『コードギアス 反逆のルルーシュR2』関連曲                               |
| 2009年   | | |                                                                  |                                                                                     |
| 3月25日  | To LOVEる -とらぶる- キャラクターソング集                                                          | 古手川唯（名塚佳織） | 「清廉潔癖女子。」 「まんなかSensitive」                         | テレビアニメ『To LOVEる -とらぶる-』関連曲                                          |
| 4月15日  | ストライクウィッチーズ 秘め歌コレクション4 宮藤芳佳&リネット・ビショップ&ペリーヌ・クロステルマン  | 宮藤芳佳（福圓美里）、リネット・ビショップ（名塚佳織）、ペリーヌ・クロステルマン（沢城みゆき） | 「巴里の屋根の下」 「トライアングル・スクランブル」              | テレビアニメ『ストライクウィッチーズ』関連曲                                        |
| 4月15日  | ストライクウィッチーズ 秘め歌コレクション4 宮藤芳佳&リネット・ビショップ&ペリーヌ・クロステルマン  | リネット・ビショップ（名塚佳織） | 「Friend-Ship」                                                  | テレビアニメ『ストライクウィッチーズ』関連曲                                        |
| 4月15日  | ストライクウィッチーズ 秘め歌コレクション4 宮藤芳佳&リネット・ビショップ&ペリーヌ・クロステルマン  | リネット・ビショップ（名塚佳織） | 「ブックマーク ア・ヘッド」                                      | テレビアニメ『ストライクウィッチーズ』エンディングテーマ                            |
| 4月17日  | アマガミ オリジナルサウンドトラック                                                                | 絢辻詞（名塚佳織） | 「ずっと、このままで…」                                          | ゲーム『アマガミ』エンディングテーマ                                                |
| 7月8日   | 夏のあらし! キャラクターソングアルバム 歌声喫茶方舟                                                | カヤ（名塚佳織） | 「夜明けのスキャット」                                           | テレビアニメ『夏のあらし!』関連曲                                                   |
| 7月8日   | 夏のあらし! キャラクターソングアルバム 歌声喫茶方舟                                                | 嵐山小夜子（白石涼子）、カヤ（名塚佳織） | 「東京ブギウギ」                                                 | テレビアニメ『夏のあらし!』関連曲                                                   |
| 7月23日  | TVアニメ「夏のあらし!」サウンドトラック 方舟音楽館                                                 | 嵐山小夜子（白石涼子）、カヤ（名塚佳織） | 「早春賦」                                                       | テレビアニメ『夏のあらし!』関連曲                                                   |
| 7月24日  | アマガミキャラクターソングVol.2「Afterglow／絢辻詞」                                               | 絢辻詞（名塚佳織） | 「Afterglow」                                                    | ゲーム『アマガミ』関連曲                                                            |
| 10月28日 | GA 芸術科アートデザインクラス music palette                                                        | 彩井高校 GA girls イロドルンジャー | 「お先にシルブプレ」                                             | テレビアニメ『GA 芸術科アートデザインクラス』オープニングテーマ                     |
| 10月28日 | GA 芸術科アートデザインクラス music palette                                                        | 彩井高校 GA girls イロドルンジャー | 「色彩戦隊イロドルンジャー」                                     | テレビアニメ『GA 芸術科アートデザインクラス』関連曲                                 |
| 10月28日 | GA 芸術科アートデザインクラス music palette                                                        | 大道雅〈キョージュ〉（名塚佳織） | 「coloring palettes キョージュいろ」                             | テレビアニメ『GA 芸術科アートデザインクラス』エンディングテーマ                     |
| 11月26日 | 乙女の順序                                                                                         | あらし（白石涼子）、カヤ（名塚佳織）、やよゐ（野中藍）、加奈子（堀江由衣） | 「乙女の順序」                                                   | テレビアニメ『夏のあらし! 〜春夏冬中〜』エンディングテーマ                          |
| 11月26日 | 乙女の順序                                                                                         | あらし（白石涼子）、カヤ（名塚佳織）、やよゐ（野中藍）、加奈子（堀江由衣） | 「時をかける少女」                                               | テレビアニメ『夏のあらし! 〜春夏冬中〜』挿入歌                                      |
| 12月23日 | 夏のあらし!〜春夏冬中 〜キャラクターソングアルバム                                                 | カヤ（名塚佳織） | 「天城越え」                                                     | テレビアニメ『夏のあらし! 〜春夏冬中〜』関連曲                                      |
| 12月23日 | 夏のあらし!〜春夏冬中 〜キャラクターソングアルバム                                                 | 嵐山小夜子（白石涼子）、カヤ（名塚佳織） | 「君たちキウイ・パパイア・マンゴーだね。」                       | テレビアニメ『夏のあらし! 〜春夏冬中〜』関連曲                                      |
| 2010年   | | |                                                                  |                                                                                     |
| 1月27日  | けんぷファー キャラクターソングアルバム                                                            | 三郷雫（名塚佳織） | 「experiment」                                                   | テレビアニメ『けんぷファー』挿入歌                                                  |
| 4月7日   | true tears イメージミニアルバム 〜Nostalgic Arietta〜                                              | 湯浅比呂美（名塚佳織） | 「雨の夜 虹の朝」                                                | テレビアニメ『true tears』関連曲                                                    |
| 10月20日 | Over Sky                                                                                           | 宮藤芳佳（福圓美里）、リネット・ビショップ（名塚佳織）、ペリーヌ・クロステルマン（沢城みゆき） | 「Over Sky (Type-3)」                                            | テレビアニメ『ストライクウィッチーズ2』エンディングテーマ                           |
| 10月20日 | Over Sky                                                                                           | 宮藤芳佳（福圓美里）、リネット・ビショップ（名塚佳織） | 「Over Sky (Type-8)」                                            | テレビアニメ『ストライクウィッチーズ2』エンディングテーマ                           |
| 10月20日 | Over Sky                                                                                           | 宮藤芳佳（福圓美里）、坂本美緒（世戸さおり）、ミーナ・ディートリンデ・ヴィルケ（田中理恵）、ペリーヌ・クロステルマン（沢城みゆき）、リネット・ビショップ（名塚佳織）、エーリカ・ハルトマン（野川さくら）、ゲルトルート・バルクホルン（園崎未恵）、フランチェスカ・ルッキーニ（斎藤千和）、シャーロット・E・イェーガー（小清水亜美）、サーニャ・V・リトヴャク（門脇舞以）、エイラ・イルマタル・ユーティライネン（大橋歩夕） | 「Over Sky (Type-12)」                                           | テレビアニメ『ストライクウィッチーズ2』エンディングテーマ                           |
| 12月15日 | 嘆きの天使                                                                                         | 絢辻詞（名塚佳織） | 「嘆きの天使」                                                   | テレビアニメ『アマガミSS』エンディングテーマ                                        |
| 12月15日 | 嘆きの天使                                                                                         | 絢辻詞（名塚佳織） | 「White or Black?」                                              | テレビアニメ『アマガミSS』関連楽曲                                                  |
| 12月15日 | 「アマガミSS」キャラクター イメージソングス 『For You…』                                           | 絢辻詞（名塚佳織） | 「I Believe」                                                    | テレビアニメ『アマガミSS』関連楽曲                                                  |
| 12月15日 | 「アマガミSS」キャラクター イメージソングス 『For You…』                                           | 絢辻詞（名塚佳織）、桜井梨穂子（新谷良子）、棚町薫（佐藤利奈）、中多紗江（今野宏美）、七咲逢（ゆかな）、森島はるか（伊藤静） | 「stories」                                                      | テレビアニメ『アマガミSS』関連楽曲                                                  |
| 12月22日 | もっとTo LOVEる -とらぶる- キャラクターCD4 唯&お静                                                 | 古手川唯（名塚佳織） | 「のーらぶ」                                                     | テレビアニメ『To LOVEる -とらぶる-』関連曲                                          |
| 2012年   | | |                                                                  |                                                                                     |
| 2月22日  | TVアニメ「アマガミSS+ plus」Character Songs w/OST 『always vol.01』                                | 絢辻詞（名塚佳織） | 「Your Smile」                                                   | テレビアニメ『アマガミSS+ plus』関連楽曲                                            |
| 3月21日  | ストライクウィッチーズ劇場版 オリジナル・サウンドトラック                                          | 石田燿子、第501統合戦闘航空団with服部静夏（内田彩） | 「約束の空へ 〜私のいた場所〜」                                  | 劇場アニメ『ストライクウィッチーズ 劇場版』主題歌                                   |
| 8月8日   | 戦国コレクション キャラクターソングコレクション Vol.04                                             | 太閤娘・豊臣秀吉（名塚佳織） | 「ごはん日和」                                                   | テレビアニメ『戦国コレクション』関連曲                                              |
| 2013年   | | |                                                                  |                                                                                     |
| 8月7日   | 神のみキャラCD.8 鮎川天理                                                                          | 鮎川天理（名塚佳織） | 「MAGIC of HAPPINESS」 「キズナノユクエ from Tenri」             | テレビアニメ『神のみぞ知るセカイ』関連曲                                            |
| 9月11日  | キズナノユクエ                                                                                     | ユピテルの姉妹 | 「キズナノユクエ」                                               | テレビアニメ『神のみぞ知るセカイ 女神篇』エンディングテーマ                         |
| 10月23日 | TVアニメ『Fate/kaleid liner プリズマ☆イリヤ』キャラソンミニアルバム「Prisma☆Musica」               | 美遊（名塚佳織） | 「Fragment Hope」                                                | テレビアニメ『Fate/kaleid liner プリズマ☆イリヤ』関連曲                             |
| 11月20日 | ストライクウィッチーズ劇場版 秘め歌コレクション5                                                   | リネット・ビショップ（名塚佳織） | 「ミルク」                                                       | 劇場アニメ『ストライクウィッチーズ 劇場版』関連曲                                   |
| 11月20日 | ストライクウィッチーズ劇場版 秘め歌コレクション5                                                   | リネット・ビショップ（名塚佳織）、ペリーヌ・クロステルマン（沢城みゆき）、アメリー・プランシャール（矢作紗友里） | 「自由の歌」                                                     | 劇場アニメ『ストライクウィッチーズ 劇場版』関連曲                                   |
| 11月20日 | ストライクウィッチーズ劇場版 秘め歌コレクション5                                                   | リネット・ビショップ（名塚佳織）、ペリーヌ・クロステルマン（沢城みゆき） | 「国境をこえて」                                                 | 劇場アニメ『ストライクウィッチーズ 劇場版』関連曲                                   |
| 2014年   | | |                                                                  |                                                                                     |
| 2月12日  | 「神のみぞ知るセカイ」キャラクター・カバーALBUM2 〜選曲:若木民喜〜                                 | 鮎川天理（名塚佳織） | 「夢は終わらない 〜こぼれ落ちる時の雫〜」                        | テレビアニメ『神のみぞ知るセカイ 女神篇』関連曲                                     |
| 12月24日 | TVアニメ『Fate/kaleid liner プリズマ☆イリヤ ツヴァイ!』キャラクターソング Prisma☆Love Parade vol.2 | イリヤスフィール・フォン・アインツベルン（門脇舞以）、美遊・エーデルフェルト（名塚佳織） | 「RESONATING VOICE」                                             | テレビアニメ『Fate/kaleid liner プリズマ☆イリヤ ツヴァイ!』関連曲                   |
| 2015年   | | |                                                                  |                                                                                     |
| 1月21日  | ガールフレンド（仮） Blu-ray & DVD Vol.1 特典CD                                                    | 村上文緒（名塚佳織） | 「二人で綴る物語」                                               | テレビアニメ『ガールフレンド（仮）』関連曲                                          |
| 6月17日  | ストライクウィッチーズ Operation Victory Arrow vol.3 アルンヘムの橋 秘め歌コレクション             | ペリーヌ・クロステルマン（沢城みゆき）、リネット・ビショップ（名塚佳織） | 「Fly Chronicle」                                                | OVA『ストライクウィッチーズ Operation Victory Arrow』エンディングテーマ             |
| 6月17日  | ストライクウィッチーズ Operation Victory Arrow vol.3 アルンヘムの橋 秘め歌コレクション             | リネット・ビショップ（名塚佳織） | 「Rainbow Breeze」                                               | OVA『ストライクウィッチーズ Operation Victory Arrow』関連曲                         |
| 12月23日 | 「To LOVEる -とらぶる- ダークネス 2nd キャラクターソングCD／キミとスクール☆デイズ」                | 古手川唯（名塚佳織）、西連寺春菜（矢作紗友里） | 「キミとスクール☆デイズ」 「最愛Darling!（唯・春菜バージョン）」 | テレビアニメ『To LOVEる -とらぶる- ダークネス』関連曲                               |
| 2016年   | | |                                                                  |                                                                                     |
| 5月1日   | ストライクウィッチーズ 秘め歌コンプリートBOX STRIKE WITCHES                                        | 宮藤芳佳（福圓美里）、坂本美緒（世戸さおり）、リネット・ビショップ（名塚佳織）、ペリーヌ・クロステルマン（沢城みゆき）、ミーナ・ディートリンデ・ヴィルケ（田中理恵）、ゲルトルート・バルクホルン（園崎未恵）、エーリカ・ハルトマン（野川さくら）、フランチェスカ・ルッキーニ（斎藤千和）、シャーロット・E・イェーガー（小清水亜美）、サーニャ・V・リトヴャク（門脇舞以）、エイラ・イルマタル・ユーティライネン（大橋歩夕） | 「Going up」                                                     | 『ストライクウィッチーズ』関連曲                                                    |
| 5月1日   | ストライクウィッチーズ 秘め歌コンプリートBOX STRIKE WITCHES                                        | リネット・ビショップ（名塚佳織） | 「Going up」                                                     | 『ストライクウィッチーズ』関連曲                                                    |
| 12月21日 | ガールフレンド（仮） キャラクターソングシリーズ Vol.01                                             | nonet | 「Now On Stage!!」 「Winter Chime」                              | ゲーム『ガールフレンド（仮）』関連曲                                                |
| 2017年   | | |                                                                  |                                                                                     |
| 2月15日  | ガールフレンド（仮） キャラクターソングシリーズ Vol.02                                             | オートフォーカス | 「One step!」                                                    | ゲーム『ガールフレンド（仮）』関連曲                                                |
| 2月15日  | ガールフレンド（仮） キャラクターソングシリーズ Vol.02                                             | 村上文緒（名塚佳織） | 「栞」                                                           | ゲーム『ガールフレンド（仮）』関連曲                                                |
| 10月4日  | 18if 主題歌集                                                                                      | リリィ（名塚佳織） | 「Wonderland」                                                   | テレビアニメ『18if』エンディングテーマ                                              |
| 2018年   | | |                                                                  |                                                                                     |
| 3月14日  | Precious Memories/初恋A to Z                                                                       | 神楽坂砂夜（寿美菜子）、風町陽歌（早見沙織）、クロエ・ルメール（丹下桜）、櫻井明音（佐藤利奈）、椎名心実（佐藤聡美）、村上文緒（名塚佳織） | 「Precious Memories」                                            | ゲーム『ガールフレンド（仮）』関連曲                                                |
| 3月14日  | Precious Memories/初恋A to Z                                                                       | 神楽坂砂夜（寿美菜子）、風町陽歌（早見沙織）、クロエ・ルメール（丹下桜）、櫻井明音（佐藤利奈）、椎名心実（佐藤聡美）、真白透子（堀江由衣）、村上文緒（名塚佳織） | 「初恋A to Z」                                                   | ゲーム『ガールフレンド（仮）』関連曲                                                |
| 5月30日  | Le temps de la rentrée〜恋の家路（新学期）〜                                                       | 星野絵瑠（河瀬茉希）、絹番莉々子（新井里美）、日登美真弓（名塚佳織） | 「Le temps de la rentrée〜恋の家路（新学期）〜」                 | テレビアニメ『ひそねとまそたん』エンディングテーマ                                  |
| 5月30日  | Le temps de la rentrée〜恋の家路（新学期）〜                                                       | 甘粕ひそね（久野美咲）、星野絵瑠（河瀬茉希） / コーラス：絹番莉々子（新井里美）、日登美真弓（名塚佳織） | 「Le temps de la rentrée〜恋の家路（新学期）〜」                 | テレビアニメ『ひそねとまそたん』エンディングテーマ                                  |
| 5月30日  | Le temps de la rentrée〜恋の家路（新学期）〜                                                       | 甘粕ひそね（久野美咲）、星野絵瑠（河瀬茉希）、絹番莉々子（新井里美）、日登美真弓（名塚佳織） / コーラス：貝崎名緒（黒沢ともよ） | 「Le temps de la rentrée〜恋の家路（新学期）〜」                 | テレビアニメ『ひそねとまそたん』エンディングテーマ                                  |
| 5月30日  | Le temps de la rentrée〜恋の家路（新学期）〜                                                       | 甘粕ひそね（久野美咲）、貝崎名緒（黒沢ともよ） / コーラス：星野絵瑠（河瀬茉希）、絹番莉々子（新井里美）、日登美真弓（名塚佳織） | 「Le temps de la rentrée〜恋の家路（新学期）〜」                 | テレビアニメ『ひそねとまそたん』エンディングテーマ                                  |
| 5月30日  | Le temps de la rentrée〜恋の家路（新学期）〜                                                       | Dパイ | 「Le temps de la rentrée〜恋の家路（新学期）〜」                 | テレビアニメ『ひそねとまそたん』エンディングテーマ                                  |
| 2019年   | Le temps de la rentrée〜恋の家路（新学期）〜                                                       | |                                                                  |                                                                                     |
| 1月9日   | ワールドウィッチーズシリーズ10周年記念 秘め歌コレクション特別盤 Vol.3 西ヨーロッパ篇               | ミーナ・ディートリンデ・ヴィルケ（田中理恵） with リネット・ビショップ（名塚佳織） | 「Fly up so high」                                               | 『ワールドウィッチーズ』関連曲                                                      |
| 1月9日   | ワールドウィッチーズシリーズ10周年記念 秘め歌コレクション特別盤 Vol.3 西ヨーロッパ篇               | リネット・ビショップ（名塚佳織） with ミーナ・ディートリンデ・ヴィルケ（田中理恵） | 「Fly up so high」                                               | 『ワールドウィッチーズ』関連曲                                                      |
| 1月9日   | ワールドウィッチーズシリーズ10周年記念 秘め歌コレクション特別盤 Vol.3 西ヨーロッパ篇               | ミーナ・ディートリンデ・ヴィルケ（田中理恵）、リネット・ビショップ（名塚佳織）、ロザリー・ド・エムリコート・ド・グリュンネ（野水伊織） | 「Stronger」                                                     | 『ワールドウィッチーズ』関連曲                                                      |
| 6月12日  | Fate/kaleid liner Prisma☆Illya プリズマ☆ファンタズム 音楽集                                        | 穂群原学園小等部のみんな | 「カレイド☆フェスティバル！」                                    | OVA『Fate/kaleid liner Prisma☆Illya プリズマ☆ファンタズム』オープニングテーマ       |
| 6月12日  | Fate/kaleid liner Prisma☆Illya プリズマ☆ファンタズム 音楽集                                        | イリヤスフィール・フォン・アインツベルン（門脇舞以）、美遊・エーデルフェルト（名塚佳織）、クロエ・フォン・アインツベルン（斎藤千和） | 「アフタースクール・ルート」                                     | OVA『Fate/kaleid liner Prisma☆Illya プリズマ☆ファンタズム』エンディングテーマ       |
| 6月26日  | ストライクウィッチーズ 501部隊発進しますっ！ エンディング・テーマ・コレクション                    | リネット・ビショップ（名塚佳織） | 「Treasure of life #10」                                         | テレビアニメ『ストライクウィッチーズ 501部隊発進しますっ！』エンディングテーマ      |
| 6月26日  | ストライクウィッチーズ 501部隊発進しますっ！ エンディング・テーマ・コレクション                    | 第501統合戦闘航空団 | 「Treasure of life #12」                                         | テレビアニメ『ストライクウィッチーズ 501部隊発進しますっ！』エンディングテーマ      |
| 9月11日  | 新ワールドウィッチーズシリーズ秘め歌コレクション特別版 ディジョン篇                                | ペリーヌ・クロステルマン（沢城みゆき）、リネット・ビショップ（名塚佳織） | 「Fly up so high」                                               | 『ワールドウィッチーズ』関連曲                                                      |
| 9月11日  | 新ワールドウィッチーズシリーズ秘め歌コレクション特別版 ディジョン篇                                | リネット・ビショップ（名塚佳織） | 「心の光 〜手のひらの温もりで〜」                                | 『ワールドウィッチーズ』関連曲                                                      |
| 10月2日  | ストライクウィッチーズ劇場版 501部隊発進しますっ！ ミュージック・コレクション                      | 第501統合戦闘航空団、服部静夏（内田彩） | 「Treasure of life」                                             | 劇場アニメ『ストライクウィッチーズ 劇場版 501部隊発進しますっ！』エンディングテーマ |
| 10月2日  | ストライクウィッチーズ劇場版 501部隊発進しますっ！ ミュージック・コレクション                      | 第501統合戦闘航空団 | 「Fly up so high」                                               | 劇場アニメ『ストライクウィッチーズ 劇場版 501部隊発進しますっ！』関連曲             |
| 2021年   | | |                                                                  |                                                                                     |
| 2月24日  | ストライクウィッチーズ 第501統合戦闘航空団歌唱集-リネット・ビショップ曹長-                         | リネット・ビショップ（名塚佳織） | 「Believer」 「Over Sky」                                        | テレビアニメ『ストライクウィッチーズ ROAD to BERLIN』関連曲                         |
| 2月24日  | ストライクウィッチーズ 第501統合戦闘航空団歌唱集-リネット・ビショップ曹長-                         | リネット・ビショップ（名塚佳織） | 「君の翼に憧れて」                                               | テレビアニメ『ストライクウィッチーズ ROAD to BERLIN』エンディングテーマ             |
| 3月31日  | ワールドウィッチーズ発進しますっ！ 第501統合戦闘航空団発進しますっ！                               | 宮藤芳佳（福圓美里）、リネット・ビショップ（名塚佳織）、ペリーヌ・クロステルマン（沢城みゆき） | 「カラフルエブリデイ」                                           | テレビアニメ『ワールドウィッチーズ発進しますっ！』エンディングテーマ                |
| 3月31日  | ワールドウィッチーズ発進しますっ！ 第501統合戦闘航空団発進しますっ！                               | 第501統合戦闘航空団 | 「カラフルエブリデイ」                                           | テレビアニメ『ワールドウィッチーズ発進しますっ！』エンディングテーマ                |

### その他参加作品
| 発売日        | 商品名                  | 歌                         | 楽曲 | 備考                                         |
| ------------- | ----------------------- | -------------------------- | --- | -------------------------------------------- |
| 2008年1月23日 | 百歌声爛 -女性声優編II- | 名塚佳織                   | 「アタック!ギャグマンガ日和」〜 「Catch You Catch Me」〜 「Canvas」〜 「タッチ」〜 「さらば」〜 「ルージュの伝言」〜 「うれしい予感」〜 「For フルーツバスケット」〜 「ラムのラブソング」〜 「空へ…」 |                                              |
| 2009年9月26日 | 3 flavors only          | 名塚佳織                   | 「ナミダ空色 reality」 「Dreamers」 | [ 343 ]                                      |
| 2019年9月2日  | Shooting Star           | 潘めぐみ、名塚佳織、広橋涼 | 「Shooting Star」 | OVA『ガンダムさん WALL-G』エンディングテーマ |

- m-flo『SQUARE ONE』（ブリンク捜査官役）/2012年3月14日
- m-flo『NEVEN』（ブリンク捜査官役）/2013年3月13日
- TЯicKY『来年こそはのクリスマス』（セリフ参加）/2016年10月26日[344]
- BURNOUT SYNDROMES『エレベーターガール』（セリフ参加）/2016年11月9日[345]